# 샤를레스 빈클레르
샤를레스 "카를" 구스타우 빌헬름 빈클레르(덴마크어: Charles "Carl" Gustav Wilhelm Winckler 1867년 4월 9일 ~ 1932년 12월 17일)는 덴마크의 줄다리기 및 육상 선수로 1900년 하계 올림픽에 참가했다.
포환던지기에서는 10위, 원반던지기에서는 8위를 기록했다.
덴마크/스웨덴의 혼성팀 선수로 줄다리기에 참가해서 금메달을 목에 걸었다.